# Guido da Siena

Maestà, Siena, chiesa di San Domenico

Guido da Siena (1230 circa – 1290 circa) è stato un pittore italiano, attivo a Siena nella seconda metà del Duecento, fra il 1260 e il 1280.

## Notizie biografiche e difficoltà di datazione
Non ci sono notizie sulla vita dell'artista, nessun documento lo nomina (a meno che non lo si voglia identificare col "Guidone" documentato a Siena nell'ultimo ventennio del Duecento e di solito riferito a Guido di Graziano). 
La sua carriera artistica è quindi ricostruibile solo tramite i dipinti che realizzò, in particolare dalla firma apposta sulla Maestà di San Domenico, dove si legge: "me Guido de Senis diebus depinxit amenisquem Christus Ienis nullis velit angere penis - Anno Domini MCCXXI". La data comunque, che farebbe di quest'opera la più precoce e compiutamente bizantina dell'arte toscana e italiana in generale, non è ritenuta più credibile dalla maggior parte degli studiosi, che propendono invece per una datazione al 1270 circa, dopo l'arrivo in città di Coppo di Marcovaldo (1261). 
Tale equivoco alimentò una secolare sopravvalutazione dell'artista, quale patriarca della scuola senese e responsabile del primato rispetto ai fiorentini.
Già nel Sei e Settecento gli eruditi locali ne glorificarono la figura, seguiti poi da quelli di metà Ottocento, tra cui il Romagnoli che propose di identificarlo con quel Guido o Guidone di Ghezzo ricordato nel 1240. In quello stesso periodo però si fece avanti anche la difficoltà crescente di conciliare la precocità della data 1221 con lo stile dell'opera, così palesemente successiva. Fu Gaetano Milanesi a suggerirne per primo la non autenticità, trascrivendo varie notizie documentarie di pittori di nome Guido citati nei libri delle Biccherne. Propose di correggere la data con 1281 e identificare l'artista con Guido di Graziano, altra personalità di quel periodo che oggi si ritiene separata. Cavalcaselle poi chiarì la questione del restauro duccesco e appoggiò la proposta di Milanesi, ma all'inizio del Novecento tornò con preponderanza l'ipotesi del "primato", negli scritti di Zdekauer (1906), van Marle (1923-1938), Toesca (1927) e Brandi.

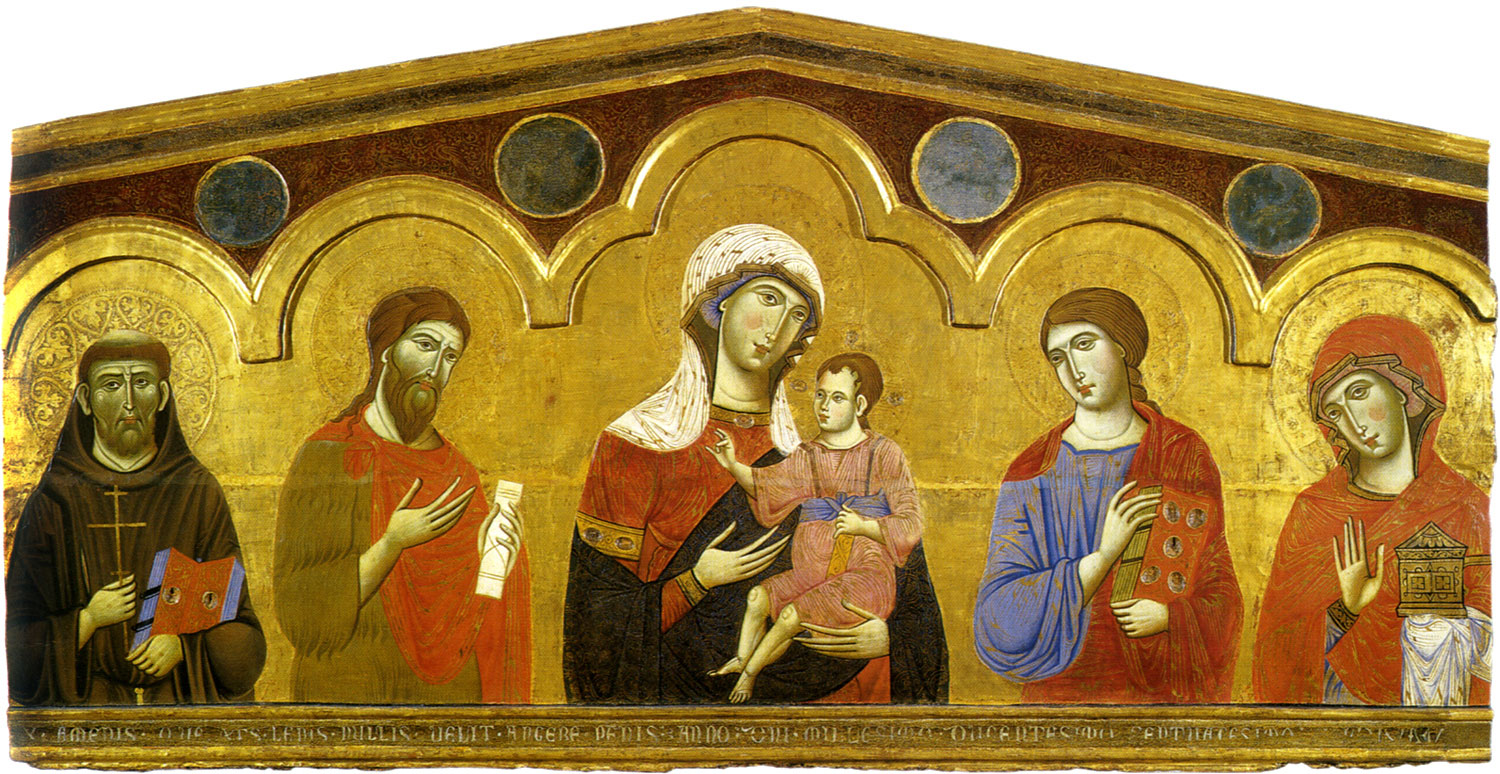
Il Dossale n. 7, Siena, Pinacoteca nazionale

Una nuova ondata di consapevolezza dell'inconciliabilità tra la data e lo stile si affacciò dopo la seconda guerra mondiale, con Sandberg Valvalà (1953), Carli (1955) e Longhi (1948), che ribadì la derivazione della Madonna da quella di Coppo di Marcovaldo nella basilica dei Servi, del 1261. Garrison arrivò a pensare che la data fosse stata in origine 1321, legata cioè al restauro, mentre Offner la pensava 1281. Infine Gardner, poi seguito dalla maggior parte della critica, riferì il 1221 a un evento altamente simbolico, quali la fondazione della basilica o la morte di san Domenico. 
Nonostante ci siano stati contributi anche recenti tendenti a sottilineare la fama dell'artista (De Benedictis, 1986), con gli interventi di Luciano Bellosi (1991) il ruolo dell'artista venne fortemente ridimensionato, frondando una parte del suo catalogo in favore di Dietisalvi di Speme, e ponendolo a un livello meno sostenuto rispetto a quest'ultimo, a Rinaldo e a Guido di Graziano, i capiscuola della seconda metà del secolo, da una delle cui botteghe uscì certamente Duccio di Boninsegna.

## Stile

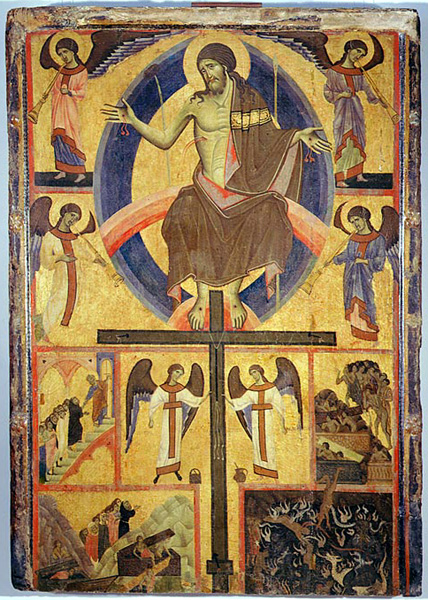
Giudizio Universale, Grosseto

Stilisticamente Guido mostra una formazione legata all'esempio di Coppo di Marcovaldo, del quale riprese i marcati effetti di chiaroscuro e una certa astrattezza derivata dalla cultura bizantina. Nel Dossale n. 7, datato 1270, si nota una pittura più vibrante e un chiaroscuro ammorbidito, adeguandosi ai colleghi Dietisalvi di Speme e Rinaldo da Siena che cominciavano a interessarsi dei primi esiti di Cimabue. Nella fase tarda (Crocifissione di Yale) si nota una conoscenza delle opere più mature del fiorentino, quali il Crocifisso di Santa Croce, che fece da modello per modellare i fianchi di Cristo, nonché un influsso dei rilievi del pulpito del Duomo di Siena di Nicola Pisano, completato nel 1268. 
Tra le opere tarde, come il Giudizio finale del Museo d'arte sacra di Grosseto, la cromia è addolcita forse già ispirandosi ai primi capolavori di Duccio.

## Le opere

### La Maestà di San Domenico
La sua Maestà, conservata ancora oggi nella Basilica cateriniana di San Domenico a Siena, rappresenta la Madonna sul trono con il Figlio in braccio, assieme ai sei angeli; nella cuspide il Redentore Benedicente circondato da due angeli. L'opera, che misura 283x194 cm, è datata tra il 1265 e il 1270. La scritta posta nel dipinto:
"ME GUIDO DE SENIS / DIEBUS DEPINXIT AMENIS / QUEM CHRISTUS LENIS / NULLIS VELIT ANGERE PENIS - A.D. MCCXXI"
(Mi dipinse, in giorni felici, Guido da Siena che Cristo benigno non voglia angustiare con alcuna pena. a.D. 1221)
è quindi da considerare una manipolazione posteriore all'esecuzione della Maestà. Questo è suffragato anche dallo stile dei volti, decisamente risalenti ad un periodo posteriore, forse la prima metà del Trecento.
Tale "modifica" fu probabilmente dovuta a Duccio di Boninsegna o a un suo seguace.

### La tavola di Badia Ardenga

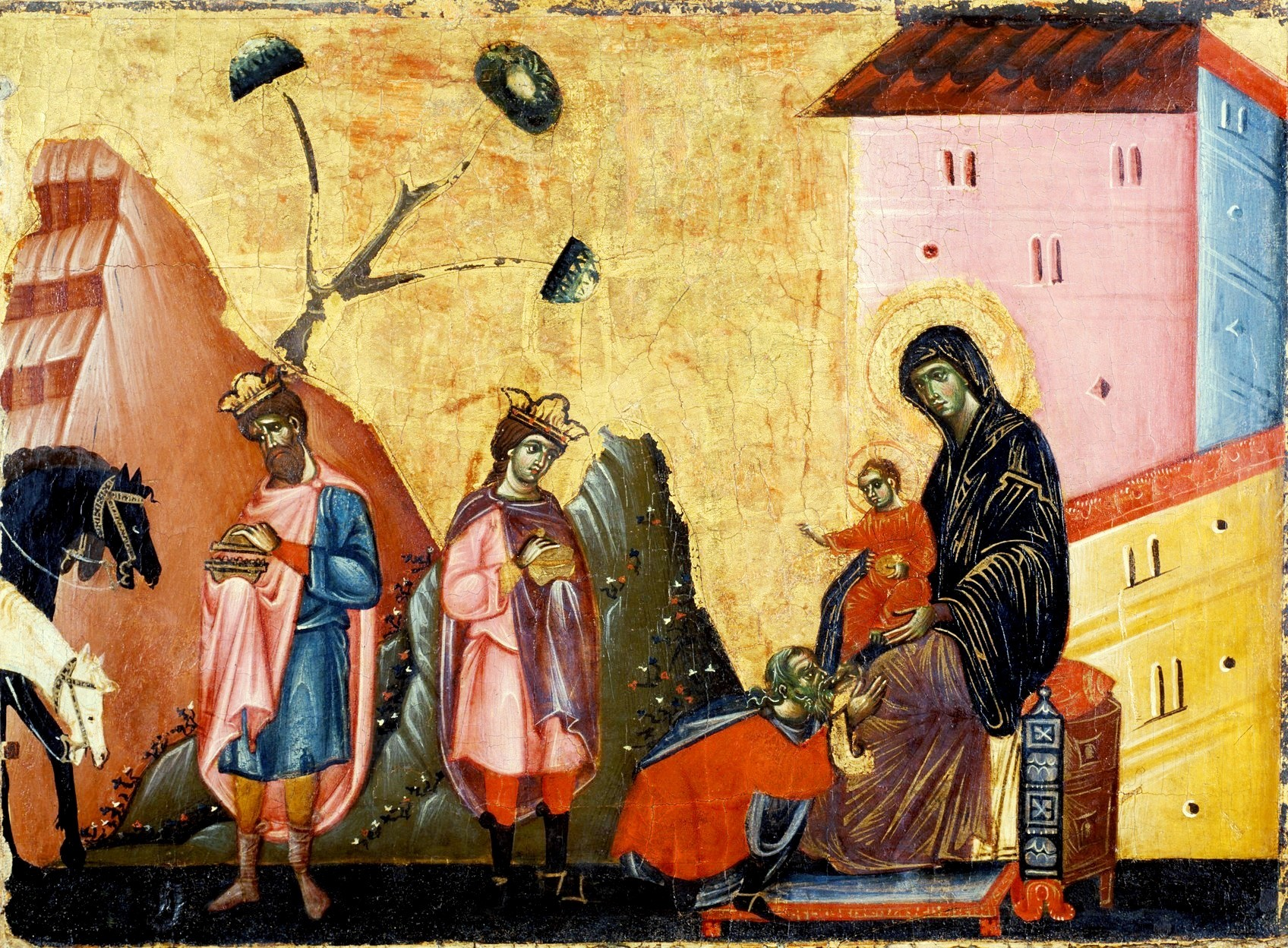
Adorazione dei Magi, dal Dossale di Badia Ardenga

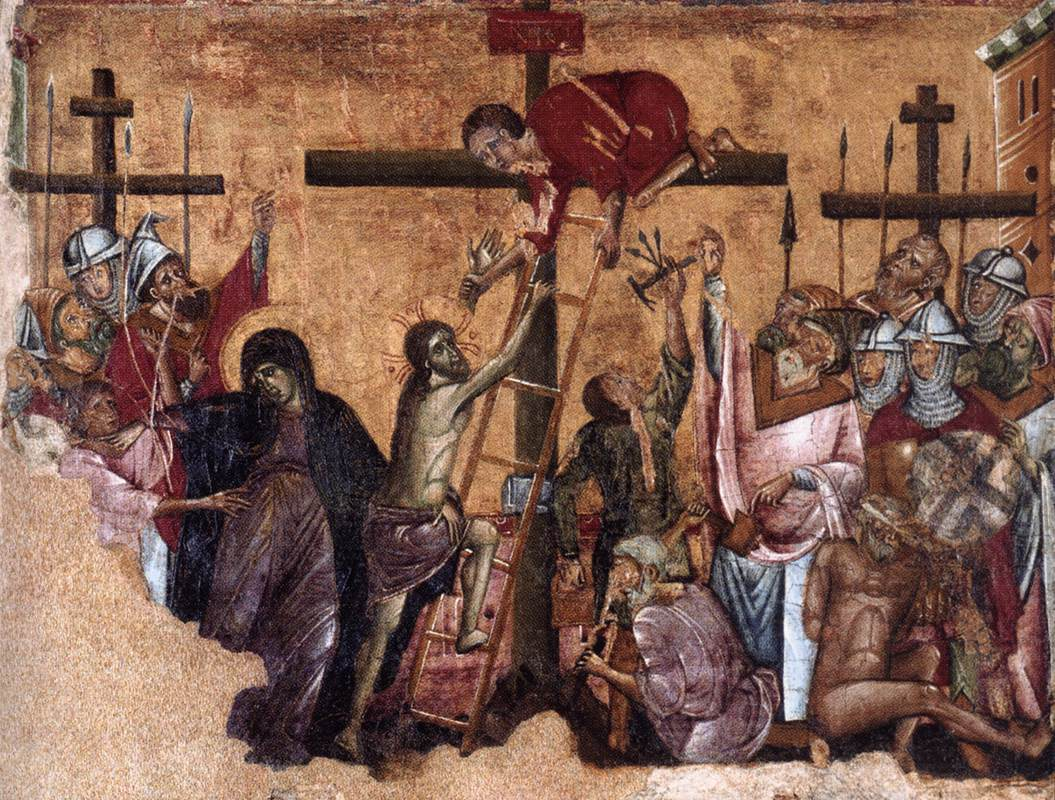
Salita sulla croce, dal Dossale di Badia Ardenga

Nel Settecento era documentata nella Badia Ardenga una tavola antica con storie di Cristo, poi smembrata e parzialmente dispersa. Si ritiene di poterla identificare con le sei Storie dell'infanzia di Cristo e le sei Storie della Passione di Cristo, databili al 1280 circa, oggi in musei diversi:
- Annunciazione, 35,1x48,8 cm, Princeton, Princeton University Art Museum
- Natività, 36,3x47,6 cm, Parigi, Louvre, n. RF 1968-9
- Adorazione dei Magi, 34x46 cm, Altenburg, Lindenau-Museum
- Presentazione al Tempio, 34,5x48 cm, Parigi, Louvre, n. RF 1968-10
- Strage degli innocenti, 33x40 cm, Siena, Pinacoteca nazionale
- Fuga in Egitto, 34x46 cm, Altenburg, Lindenau-Museum
- Bacio di Giuda, 34x32,5 cm, Siena, Pinacoteca nazionale
- Flagellazione, 34x46 cm, Altenburg, Lindenau-Museum
- Salita sulla croce, 34,6x46 cm, Utrecht, Museum Catharijneconvent
- Crocifissione, 33x48 cm, Siena, Pinacoteca nazionale
- Deposizione dalla croce, 33,5x47 cm, Siena, Pinacoteca nazionale
- Compianto, 34x47,5 cm, Siena, Pinacoteca nazionale

Dallo stesso insieme smembrato proviene probabilmente anche un'altra tavola attribuita a Guido:
- Incoronazione della Vergine, 34,3x166,7 cm, Londra, Courtauld Gallery

### Altre opere attribuite

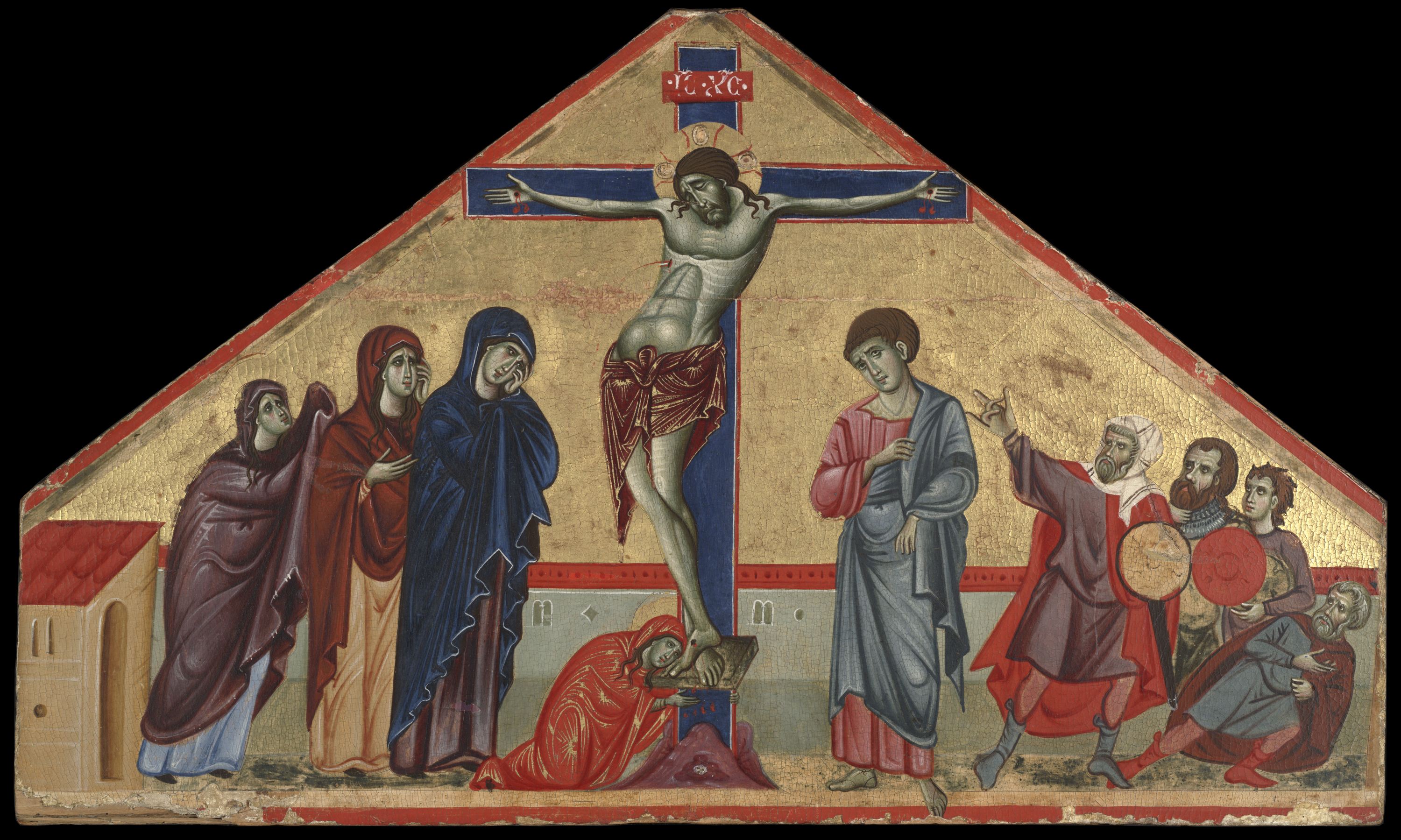
La Crocifissione di Yale

- Madonna col Bambino e santi, tempera e oro su tavola, dossale, Siena, Pinacoteca nazionale, n. 6
- Dossale n. 7, 1270[5], tempera e oro su tavola, dossale dalla chiesa di San Francesco a Colle Valdelsa, 186x96 cm, Siena, Pinacoteca nazionale, n. 7
- Sportelli interni del Dittico del beato Andrea Gallerani, con Dietisalvi di Speme (autore degli sportelli esterni), 1270 circa, Siena, Pinacoteca nazionale, n. 5
- Trasfigurazione, entrata di Cristo a Gerusalemme e resurrezione di Lazzaro, 1270-1275 circa, paliotto dipinto su tela di lino, fino al 1894 nella pieve di Santa Cecilia a Crevole, Siena, Pinacoteca nazionale, n. 8
- Madonna col Bambino, tempera e oro su tavola, San Gimignano, Pinacoteca civica
- Crocifissione, tempera e oro su tavola, cuspide di pala d'altare, 65x97 cm, New Haven, Connecticut, Yale University Art Collection, Jarves collection, n. 1871.2
- Giudizio finale, 1280 circa, tempera su tavola, Museo d'arte sacra, Grosseto
- Madonna col Bambino in trono, tempera su tavola, 125x73 cm, Firenze, Galleria dell'Accademia, n. 435

Inoltre:
- San Domenico, Cambridge (Massachusetts), Fogg Art Museum (con la bottega)
- San Pietro in trono e storie di Cristo e di Pietro, dossale, tempera su tavola (attribuita a Guido di Graziano).[6]
- Madonna del Voto, Duomo di Siena, cappella del Voto (ora attribuita a Dietisalvi di Speme).[7]

## Note

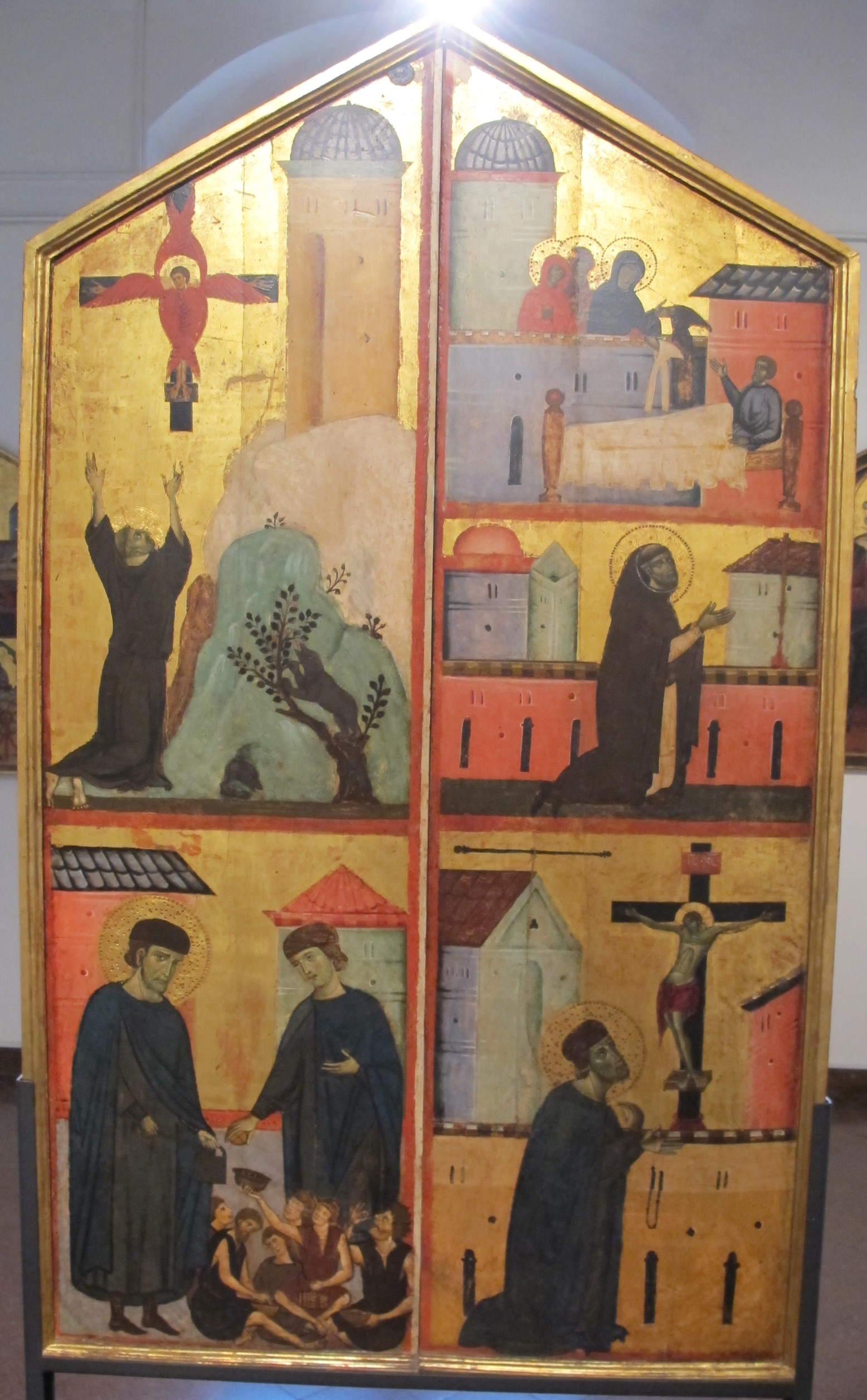
Dittico del beato Andrea Gallerani